# Missouri Mines State Historic Site

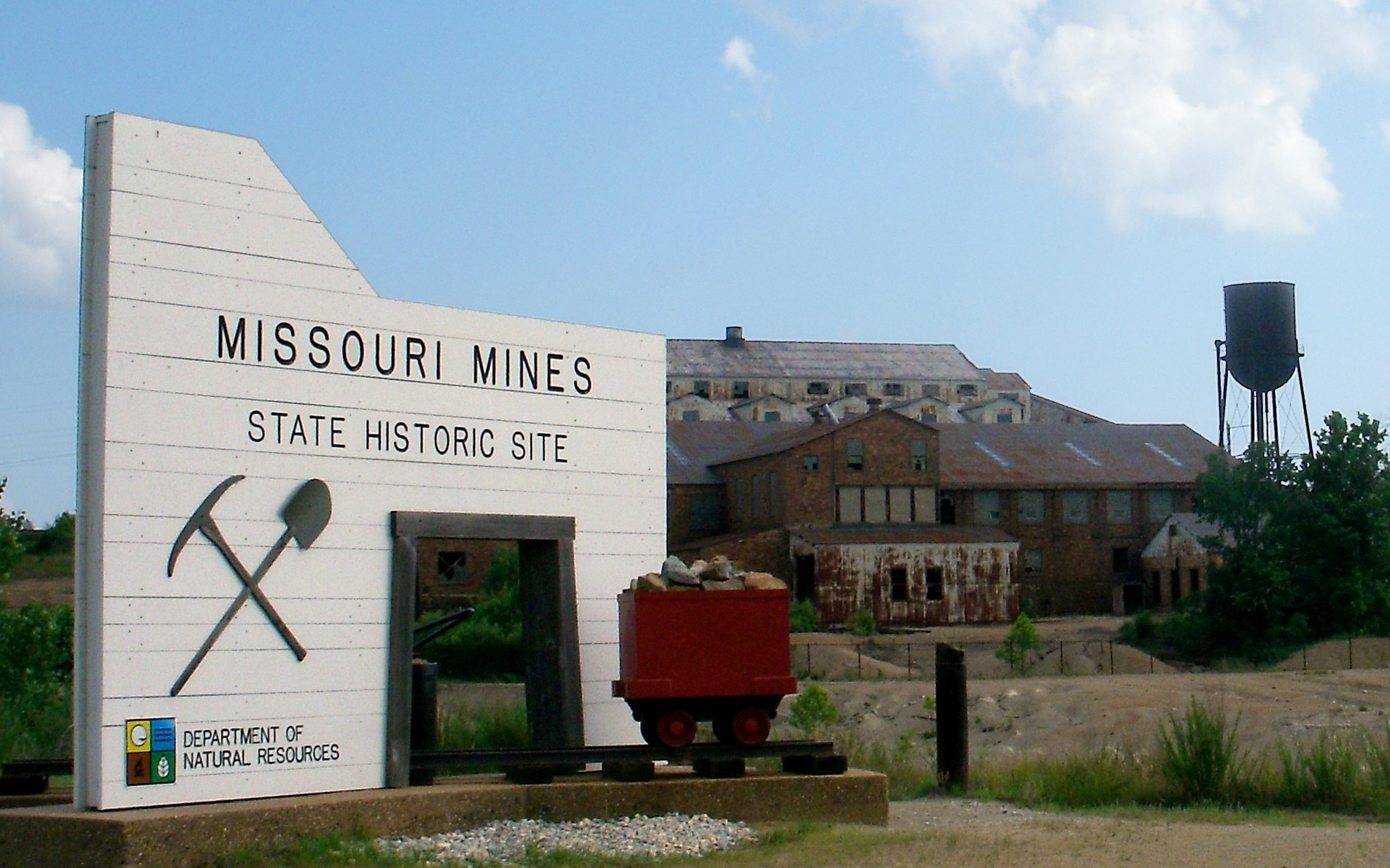
Eingang der Missouri Mines State Historic Site

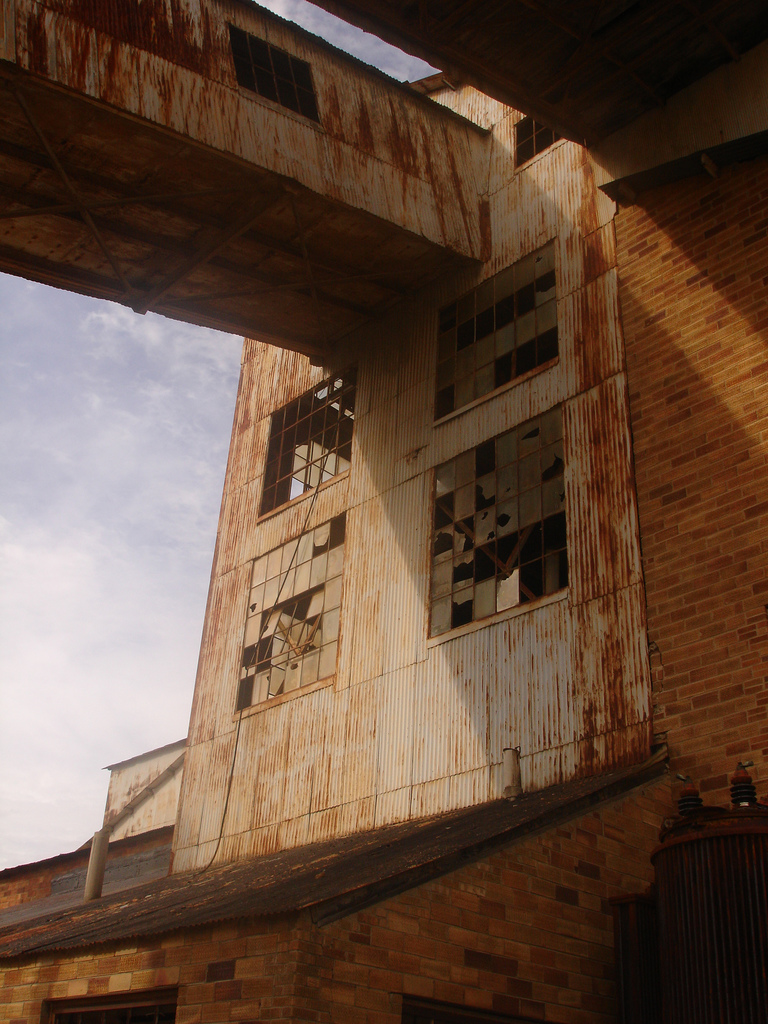
Detailansicht eines historischen Gebäudes der Erzverarbeitung

Die Missouri Mines State Historic Site ist ein zehn Hektar großes Industriedenkmal bei Park Hills im St. Francois County des US-Bundesstaates Missouri.
Im östlichen Ozark-Plateau liegt eine Region, die als „Old Lead Belt“ (Alter Bleigürtel) bezeichnet wird. Über einen Zeitraum von mehr als 60 Jahren wurden dort die ertragreichsten Bleierz-Vorkommen der Vereinigten Staaten abgebaut.
Die frühesten bergmännischen Aktivitäten zur Bleigewinnung im Südwesten von Missouri reichen bis in das Jahr 1720 zurück. Eine große Bleinachfrage im späten 19. Jahrhundert brachte in der Region große Unternehmen hervor. Ein Streckennetz von mehr als 1600 km verzweigten und miteinander verbundenen Grubenbauen und über 480 km Grubenbahnen zeugen von der 108 Jahre dauernden Erzförderung.
Die Firma St. Joseph Lead Co beherrschte die Erzproduktion, wurde das Herzstück des alten Bleigürtels und produzierte bis 1972. 1975 stiftete das Unternehmen 25 Gebäude ihres größten Erzmühlenkomplexes und das umliegende Land dem Missouri Department of Natural Resources. Aus diesen Liegenschaften entstand 1976 der St. Joe State Park und 1980 die Missouri Mines State Historic Site.
Das 1765 m² große Kraftwerk der Erzmühle wurde in ein geräumiges Museum für Bergbaugeschichte umgewandelt, in dem ein historischer Maschinenpark und Mineraliensammlungen ausgestellt sind.